# Choquerecuay
Choquerecuay o Pueblo Viejo es un sitio arqueológico inca ubicado en la provincia de Recuay en la región Áncash en Perú. Destaca la presencia de una pirámide ceremonial o ushnu. El sitio se encuentra en proceso de ser declarado Patrimonio Cultural de la Nación como bien inmueble, proceso que se inició en agosto de 2017.

## Ubicación
El sitio se divide en dos sectores y se ubica a 40 metros del río Santa en el distrito de Recuay, a 2 km al norte de la ciudad del mismo nombre. En el sector 1, al lado occidental del camino que atraviesa el sitio en el eje norte-sur, se ubica la plaza principal y un recinto tipo kallanka. En el sector 2, al lado oriental del camino, los restos de una capilla colonial y una estructura tipo Ushnu.